# Бернар Ноел
Бернар Ноел (на френски: Bernard Noël) е френски писател, поет, литературен и художествен критик.

## Биография и творчество
Роден е на 9 февруари 1930 г. в Сент Женевиев сюр Аржанс, департамент Аверон, южна Франция.
За поезията му е характерна усложнеността на поетическото слово. Първата му книга със стихове „Очи-химери“ излиза от печат през 1955 г. Следват стихосбирките „Частите на тялото“ (1972), „Лицето на мълчанието“ (1967) и „Провалът на времената“ (1994).
През май 1969 г. публикува еротичния роман „Замъкът на Тайната вечеря“ (Le Château de Cène). Романът е отпечатан под псевдонима Юрбен д'Орлак (Urbain d’Orlhac). Носи му читателски успех и глоба съгласно съдебно решение, въпреки че в негова защита застават Жан-Пол Сартр, Симон дьо Бовоар, Жак Дерида, Филип Солерс и др. Ноел е автор и на романите „Първи думи“ (1973) и „Роман за Адам и Ева“ (1996).
Публикува и редица есеистични книги: „Бяла меса“, 1970, „Четене на Морис Бланшо“ (1973) и „Тринадесетте ипостаса на аза“ (1975).
Водещ е на есеистична библиотека в голямото френско издателство „Фламарион“. В същото издателство е отпечатан и съставеният от него „Речник на Комуната“ (1978). Ноел е автор и на книгата с репортажи „СССР, дотам и обратно“ (1980).
Като художествен критик публикува книгите „Рене Магрит“ (1976) и „Матис“ (1983).
На български език негов преводач е Николай Кънчев.

## Признание и награди
През 1967 г. Ноел получава наградата „Антонен Арто“, а през 1970 г. става лауреат на наградата „Гийом Аполинер“. През 1992 г. става носител на Голямата национална награда за поезия (Grand Prix national de la poésie). През 2010 г. печели и наградата „Роберто Ганзо“ (Prix Robert Ganzo), а през 2011 г. наградата „Габриеле Д'Анунцио“.